# Papa Teodoro II
O Papa Teodoro II (em latim: Theodorus II; 840 - c. 20 de dezembro de 897) foi o 115º bispo de Roma e governante dos Estados Papais por vinte dias em dezembro de 897. Seu curto reinado ocorreu durante um período de conflitos partidários na Igreja Católica, que estava enredada com um período de violência e desordem na Itália. Seu principal ato como papa foi anular o recente Sínodo do Cadáver, restabelecendo os atos e ordenações do Papa Formoso, que haviam sido anulados pelo Papa Estevão VI. Ele também recuperou o corpo de Formoso do rio Tibre e enterrou-o com honra. Ele morreu no cargo no final de dezembro de 897.

## Antecedentes
Pouco se sabe sobre os antecedentes de Teodoro; ele é descrito como nascido romano e filho de Fócio. Seu irmão Teodósio (ou Teósio) também foi bispo. Teodoro foi ordenado sacerdote pelo papa Estêvão V.
Em janeiro de 897, o Papa Estevão VI promulgou o que é conhecido como Sínodo do Cadáver. Como seu antecessor, Formoso, ficou do lado de Arnulfo da Caríntia e não do aliado de Estêvão, Lamberto II de Espoleto, em sua luta pela dignidade imperial, Estêvão mandou exumar o cadáver de Formoso, sob a justificativa de "perjúrio, violando os cânones que proibiam a translação de bispos, e cobiçando o papado". O papa morto foi considerado culpado, seu corpo jogado no Rio Tibre e todos os seus atos e ordenações foram anulados. Os partidários de Formoso se rebelaram e depuseram Estevão VI. Seu sucessor, Romano, geralmente é considerado pró-Formoso, mas ele também foi deposto rapidamente.

## Papado
Teodoro II foi eleito para suceder Romano como papa, que havia sido deposto. As datas exatas do reinado de Teodoro II são desconhecidas, mas as fontes modernas geralmente concordam que ele foi papa por vinte dias durante dezembro de 897. Flodoardo, um cronista francês do século X, creditou a Teodoro um mandato de apenas doze dias, enquanto em sua história dos papas, Alexis-François Artaud de Montor listou o reinado de Teodoro como sendo vinte dias, de 12 de fevereiro a 3 de março de 898.
Como Romano, Teodoro era um defensor de Formoso. Alguns historiadores acreditam que Romano foi deposto porque ele não agiu para restaurar a honra de Formoso com bastante rapidez, embora outros sugiram que ele foi removido pelos apoiadores de Estevão VI. Em ambos os casos, Teodoro imediatamente se lançou na tarefa de desfazer o Sínodo do Cadáver. Ele chamou seu próprio sínodo, que anulou as decisões estabelecidas por Estevão VI. Ao fazer isso, ele restaurou os atos e ordenações de Formoso, incluindo a restauração de um grande número de clérigos e bispos em seus cargos. Teodoro também ordenou que o corpo de Formoso fosse recuperado do ancoradouro conhecido como Porto, onde havia sido enterrado secretamente e restaurado no túmulo original na Basílica de São Pedro. Como Romano antes dele, Teodoro concedeu um privilégio à Sé de Grado, e tinha uma moeda cunhada, com o nome de Lamberto no anverso, e "Scs. Petrus" e "Thedr". no reverso.
Flodoardo projetou Teodoro sob uma visão positiva, descrevendo-o como "amado pelo clero, um amigo da paz, temperado, casto, afável e um grande amante dos pobres". Ele morreu no cargo, apesar de a causa de sua morte ser desconhecida. Por esse motivo, alguns escritores, como Wendy Reardon, sugerem a possibilidade de jogo sujo. Já Horace Kinder Mann oferece uma sugestão diferente em sua história papal, observando que é possível que papas "enfermos ou até mais velhos que [...] seus predecessores" possam ter sido eleitos intencionalmente. Teodoro foi enterrado na Basílica de São Pedro, mas seu túmulo foi destruído durante a demolição da antiga basílica no século XVII.

## Após o papado
Após a morte de Teodoro, João IX e Sérgio III alegaram ter sido eleitos papas; este foi excomungado e expulso da cidade, embora mais tarde tenha se tornado papa em 904. João IX realizou sínodos que reafirmavam o de Teodoro II, e proibiu ainda mais o julgamento de pessoas após sua morte. Por sua vez, Sérgio III mais tarde anulou os sínodos de Teodoro II e João IX e restabeleceu a validade do Sínodo de Cadáver.